# Hendrik Vanden Zype
Hendrik Vanden Zype (Mechelen, 1577 - Brugge, 14 maart 1659) was een Zuid-Nederlands benedictijn en abt van de Sint-Andriesabdij.

## Levensloop
Vanden Zype was een zoon van Hendrik Vanden Zype en van Clara de Carne. Zijn broer François Vanden Zype werd een befaamd rechtsgeleerde en zijn broer Filip Vanden Zype werd benedictijn. Hendrik trad in bij de benedictijnen van de Sint-Jansabdij in Ieper, waar hij in 1594 de religieuze geloften aflegde en in 1601 tot priester werd gewijd. Van 1602 tot 1612 was hij er prior. Van 1612 tot 1615 verbleef hij in de abdij van Affligem.
In 1616 werd hij verkozen tot abt van de Sint-Andriesabdij. Hij werd tevens door bisschop Karel Filips de Rodoan gelast met de geestelijke leiding van de benedictinessen in de Sinte-Godelieveabdij in Brugge.
Hij liet heel wat geschriften na. Van zijn gedrukte werken zijn er verschillende die de verdediging op zich nemen van de benedictijnse familie. Voor de Godelieveabdij streefde hij ernaar dat ze de Unie van Bursfelde zouden verlaten en bij een Nederlandse groep van kloosters zouden aansluiten. Daarnaast maakte hij zich ook verdienstelijk door het maken van afschriften van voor de beide Brugse abdijen interessante teksten. Twee zijn in handschrift gebleven en bevinden zich in de Stadsbibliotheek Brugge en in het Stadsarchief Brugge.
Tijdens zijn abtsperiode nam de bibliotheek van de Sint-Andriesabdij grote uitbreiding.

## Publicaties
- Sanctus Gregorius Magnus, Ecclesiae  Doctor, primus eius nominis Pontifex Romanus, ex nobilissima  et antiquitissima  in Ecclesia Dei familia Benedicta oriundus, 1611.
- Tractaet van de besluytinghe der vrouwen cloosters. Met eene verklaeringhe van de professie  der Benedictinen, 1625.
- Examen quaestionis an magis expediat devotam in mundo quam religiosam in monasterio vitam gerere et an  Sancta Scholastica  soror Sancti Benedicti fuerit speculum castitis religiosae, 1631.
- Considerationes LIV, 1631.
- Series facti, et motivum juris in causa corma consilio privato pro parte Domini Abbatis  Sanct Andreae, adversus abbatem S. Pantaleonis ac reformationis S. Godelivae Brugis, 1649.